# 九龙湖街道
九龙湖街道是中华人民共和国江西省南昌市红谷滩区下辖的一个街道办事处。2022年7月7日，从生米街道析出安丰花园、富源花园、广源南、广源北、新琚、明珠、博鸿、博玺、博海、礼庄山社区和斗门、安丰、富乡、渔业村，设立九龙湖街道，同时撤销九龙湖管理处。

## 行政区划
九龙湖街道下辖以下村级行政区划单位：
安丰花园、富源花园、广源南、广源北、新琚、明珠、博鸿、博玺、博海、礼庄山社区和斗门、安丰、富乡、渔业村。